# Parectatosoma cervinum
Parectatosoma cervinum är en insektsart som beskrevs av Ludwig Redtenbacher 1906. Parectatosoma cervinum ingår i släktet Parectatosoma och familjen Anisacanthidae. Inga underarter finns listade i Catalogue of Life.